# محمد أوفقير (لاعب كرة قدم)
محمد أوفقير Mohamed Ofkir من مواليد 4 غشت 1996 هو لاعب كرة قدم نرويجي من أصل مغربي ريفي.
يلعب لصالح فريق نادي ساندفيورد (بالنرويجية: Sandefjord Fotball).

## وصلات خارجية
- محمد أوفقير على موقع اتحاد النرويج (النرويجية)
- محمد أوفقير على موقع اتحاد تركيا (لاعب) (الإنجليزية)
- محمد أوفقير على موقع قاعدة بيانات كرة القدم.إي يو (الإنجليزية)
- محمد أوفقير على موقع Soccerway.com (الإنجليزية)